# Ivyrise
Ivyrise es un grupo musical inglés de rock formado en Portsmouth, Sudeste de Inglaterra. Sus miembros integrantes son: Ben Falinski (vocalista y piano), Dan Tanner (guitarra), Josh Thaxton-Key (batería) y Mark Nagle (bajo).

## Trayectoria

### Inicios
El grupo se formó en 2007 con Falinski como vocalista. Antes de firmar con el productor Paul Simm para la grabación de sus primeros trabajos de estudio: Tips y Disguise, actuaron de teloneros en la gira nacional de Kula Shaker. Más adelante pasarían a trabajar con Alan Moulder, productor musical conocido por su relación con otros grupos y cantantes como The Killers, Nine Inch Nails, Billy Corgan (de The Smashing Pumpkins) y Jason Perry.[cita requerida]

### 2008
El 28 de abril de 2008 grabaron Tips, sencillo que alcanzó el quinto puesto del Independent Chart de BBC Radio 1. Durante la primera semana también entró en el Top 20 de HMV y 7 Digital.[cita requerida] En el mes siguiente realizaron una gira por Reino Unido como teloneros de Bon Jovi en su Lost Highway Tour en el estadio Twickenham, Londres.
En octubre del mismo año publicaron Disguise, tema que alcanzó el segundo puesto del Independent Chart. Este último sencillo fue remasterizado por Jason Nevins.

### 2010-12
En 2010 firmaron un contrato con el sello discográfico My Major Company/Warner en Francia y en 2011 viajaron a Estados Unidos para firmar con Sonic Ranch donde grabarían su primer LP. Entre los meses de marzo y abril de 2012 actuaron junto con McFly. Este mismo año realizaron otra gira a la que llamaron: "The Keep Calm and Play Louder Tour" con cerca de treinta conciertos siendo la gira más extensa hasta la fecha.
En agosto de 2012 Ivyrise grabó una versión en francés de su sencillo de debut con la cantante suiza Dania Giò para el mercado francófono.

## Discografía

### Singles
| Año  | Sencillo                               | ListaPosición en el chart | ListaPosición en el chart | Álbum              | Observaciones                             |
| Año  | Sencillo                               | UK                        | FRA                       | Álbum              | Observaciones                             |
| ---- | -------------------------------------- | ------------------------- | ------------------------- | ------------------ | ----------------------------------------- |
| 2012 | "Line Up the Stars"                    | -                         | -                         | PA                 |                                           |
| 2012 | "Line Up the Stars" (feat. Dania Giò ) | -                         | 90                        | Álbum no publicado | Edición especial en el mercado francófono |

Otros
- 2008: "Tips" (BBC Radio 1 Independent Chart #5)
- 2008: "Disguise" (BBC Radio 1 Independent Chart #2)

### Collaboraciones
| Año  | Sencillo                         | Posición en el chart | Álbum              | Videoclip |
| Año  | Sencillo                         | FRA                  | Álbum              | Videoclip |
| ---- | -------------------------------- | -------------------- | ------------------ | --------- |
| 2012 | "Je te donne" (Leslie y Ivyrise) | 38                   | Génération Goldman |           |